# Joachim Fortius Ringelbergius
Joachim Fortius Ringelbergius vagy flamand nevén Joachim Sterck van Ringelbergh (Antwerpen, 1499 körül – ?, 1531 után) flamand humanista pedagógus, enciklopédista.

## Életútja
Valószínűleg előkelő család sarja volt, legalábbis erre utal, hogy tizenkét éves korától mintegy öt éven át a németalföldi Habsburgok udvarában élt. 1519-ben beiratkozott a leuveni egyetemre, és annak tanárképző karán (Paedagogium Lilii) Petrus Curtius tanítványa volt, de ezzel párhuzamosan a klasszika-filológiai képzést nyújtó Collegium Trilingue hallgatója is volt.
1527 végétől vagy 1528 elejétől 1529 áprilisáig több egyetemvárost járt végig, hogy tanítói és pedagógiai tapasztalatokat gyűjtsön. Az út során megfordult Kölnben, Mainzban, Heidelbergben, Bázelban, Fribourg-ban és Strasbourgban; minden városban tanított rövid ideig, emellett tudományos füzeteit is kinyomtatta. Második útjára 1529 augusztusában indult el, ezúttal franciaországi városokban szerzett tapasztalatot. Járt Párizsban – ahol tanítványai közé tartozott Andreas Hyperius, a későbbi hugenotta teológus –, Orléans-ban, Bourges-ban és Lyonban. 1531 januárjában még Lyonban tartózkodott, ezt követően azonban nem tud róla többet az utókor.
Bázeli tartózkodása során Rotterdami Erasmus jó barátja lett, aki Fortius csillagászati könyvéhez két epigrammát is írt.

## Munkássága
Pedagógusi munkája során enciklopédikus igénnyel, de hullámzó minőségben a legtöbb tudományággal foglalkozott. Élete során mintegy harminc traktátust írt többek között pedagógiai, filozófiai, nyelvészeti, retorikai, matematikai, csillagászati, asztrológiai stb. témakörökben. Halála után, 1541-ben Bázelban enciklopédiaként adták ki összegyűjtött munkáit Lucubrationes vel potius absolutissima κυκλοπαιδεία címen.
Pedagógiai munkája, az 1529-ben megjelent De ratione studii (’A tanulási módszerről’) a 17. század közepén magyar nyelvterületen is népszerű volt az oktatás megújításáért munkálkodó protestáns tanárok körében. Comenius sárospataki működése során, 1652-ben Fortius redivivus címen adta ki a könyv átszerkesztett változatát. Apáczai Csere János a munkát tömörítve és saját gondolataival kiegészítve adta közre 1654-ben Gyulafehérváron, Tanács, mellyet Joachymus Fortius ád Apáczai János által egy tanulásba elcsüggedt iffjunak címmel, de Fortius gondolatait gyakran idézte más írásaiban és iskolai beszédeiben is.

### Főbb művei
- Institutiones astronomicae. Bázel, 1528
- Chaos. Antwerpen, 1529
- De formis dicendi. Antwerpen, 1529
- De homine. Antwerpen, 1529
- De ratione studii. Bázel, 1529
- Elegantiae. Antwerpen, 1529
- Sphaera. Antwerpen, 1529
- De figuris ac vitiis orationis. Párizs, 1529/1530
- De conscribendis versibus. Lyon, 1531
- Rhetorica. Párizs, 1534
- Dialectica. Leipzig, 1535

Gyűjteményes munkái
- Lucubrationes. Antwerpen, 1529
- Dialectica, Rhetorica. Antwerpen, 1529
- Synonima: De somniis. Párizs, 1529
- Dialectica, rhetorica, de formis dicendi, de periodis, quaedam de accentibus. Párizs, 1530
- Institutiones astronomicae, de tempore, experimenta, geomantia, de urina non visa, de ratione studii. Párizs, 1530